# Roy Horn
Roy Horn (Nordenham, 3 de outubro de 1944 – Las Vegas, 8 de maio de 2020) foi um ator ilusionista alemão. Ele era um dos integrantes da famosa dupla "Siegfried & Roy" de Las Vegas. Sua dupla com Siegfried Fischbacher foi uma das mais famosas por muitos anos, caracterizado pelos figurinos extravagantes e atos com tigres, elefantes e serpentes.

## Biografia

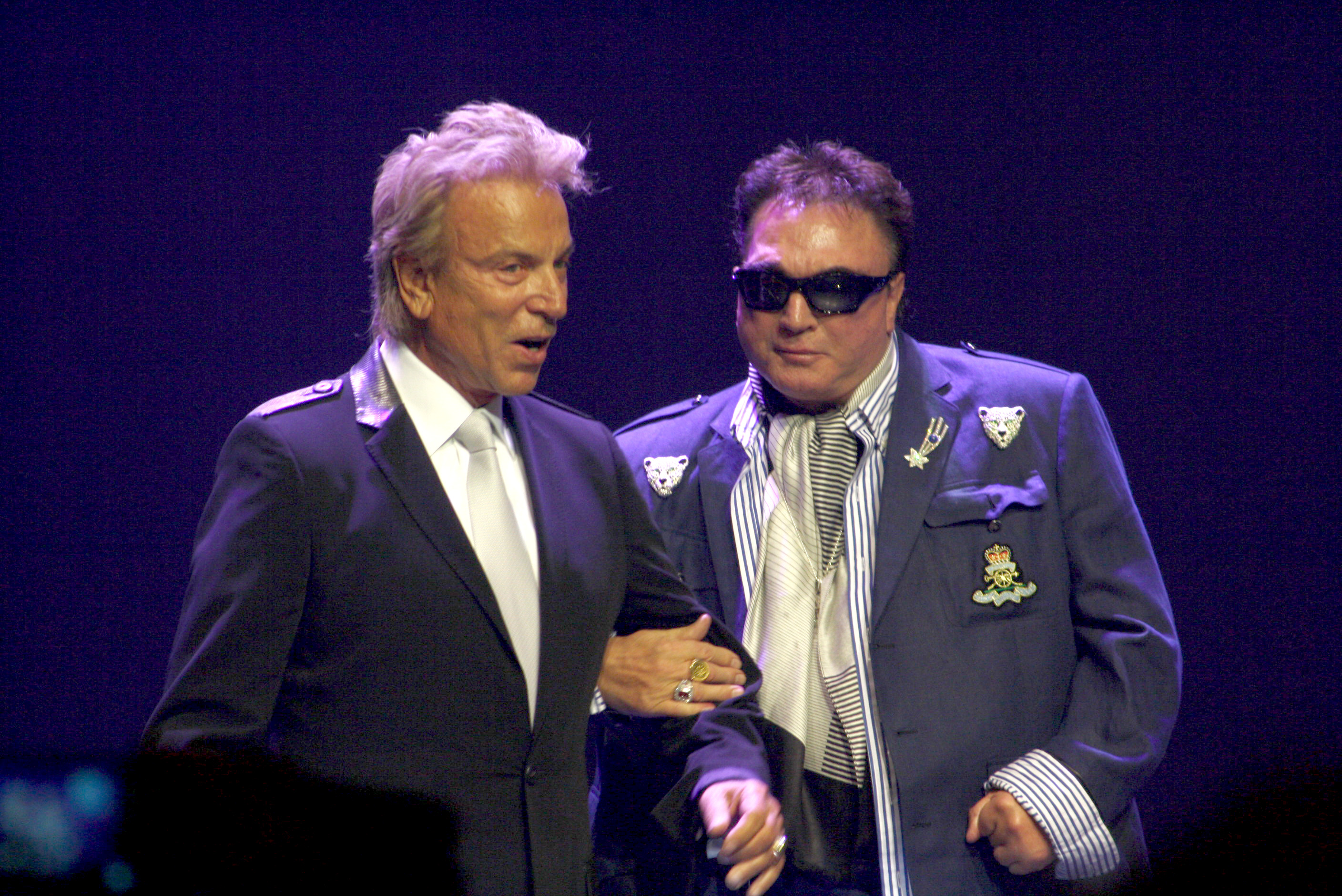
A dupla em abril de 2012, Roy a direita.

Roy nasceu em Nordenham. Seu pai morreu na Segunda Guerra Mundial e sua mãe se casou com um trabalhador da construção civil após o término da guerra. Mais tarde, ela começou a trabalhar em uma fábrica. Horn tinha três irmãos: Manfred, Alfred e Werner. Horn ficou interessado em animais desde muito jovem e cuidou de seu cão de infância chamado Hexe. Emil, foi o fundador do zoológico de Bremen, que deu a Horn acesso a animais exóticos a partir dos dez anos.  Horn deixou a escola aos 13 anos, e posteriormente trabalhou como garçom no navio de Cruzeiro Bremen , onde conheceu Fischbacher em 1957, e iniciou sua carreira de ator. Dois anos depois formaram a dupla. A estreia em Las Vegas aconteceu no fim dos anos 1960.
Em 2003, foi atacado por um tigre branco Mantecore durante uma apresentação com domadores de animais no hotel Mirage, em Las Vegas, sendo levado às pressas para o hospital, com uma severa hemorragia que lhe causou um derrame e sequelas, mas sobreviveu ao ataque.

## Doença e morte
Em 28 de abril de 2020, o publicitário de Horn declarou que ele "testou positivo para o vírus que causa o COVID-19 e atualmente está respondendo bem ao tratamento". No entanto, sua condição se deteriorou e ele morreu aos 75 anos em 8 de maio de 2020, no Hospital Mountain View em Las Vegas durante a pandemia de COVID-19 nos Estados Unidos.